# Le mariage est une affaire privée
Pour plus de détails, voir Fiche technique et Distribution.
Le mariage est une affaire privée (Marriage Is a Private Affair) est un film américain réalisé par Robert Z. Leonard, sorti en 1944.

## Synopsis
Theo a eu beaucoup de petits amis qui ont voulu l'épouser. Sa mère, Mrs. Selworth, a été mariée de nombreuses de fois, ce qui fait craindre à Theo de s’engager. Sans avoir beaucoup réfléchi, elle accepte une proposition de mariage de Tom West, un lieutenant d’aviation. Après la lune de miel, le père de Tom meurt et Tom accepte un travail dans l'industrie de défense. Quand Theo a un bébé, elle déteste l'idée d'être mère de famille et veut recommencer sa vie de fêtarde. Comme Tom travaille constamment Theo revient vers ses amis qui ont leurs propres problèmes, y compris son vieil amour, le capitaine Lancing. Pour décider ce qu'elle veut faire avec son bébé et sa vie, Theo doit apprendre à devenir adulte.

## Fiche technique
- Titre : Le mariage est une affaire privée
- Titre original : Marriage Is a Private Affair
- Réalisation : Robert Z. Leonard
- Production : Pandro S. Berman
- Société de production et de distribution : MGM
- Scénario : Lenore J. Coffee et David Hertz d'après un roman de Judith Kelly
- Musique : Bronislau Kaper
- Image : Ray June
- Montage : George White
- Direction artistique : Cedric Gibbons et Hubert Hobson
- Décorateur de plateau : Richard Pefferle et Edwin B. Willis
- Costumes : Irene et Marion Herwood Keyes
- Pays de production :  États-Unis
- Langue : anglais
- Durée : 116 minutes
- Genre : Comédie
- Format : Noir et blanc - Son : Mono (Western Electric Sound System)
- Dates de sortie : 
  - États-Unis : 23 août 1944
  - France : 17 décembre 1948

## Distribution
- Lana Turner : Theo Scofield West

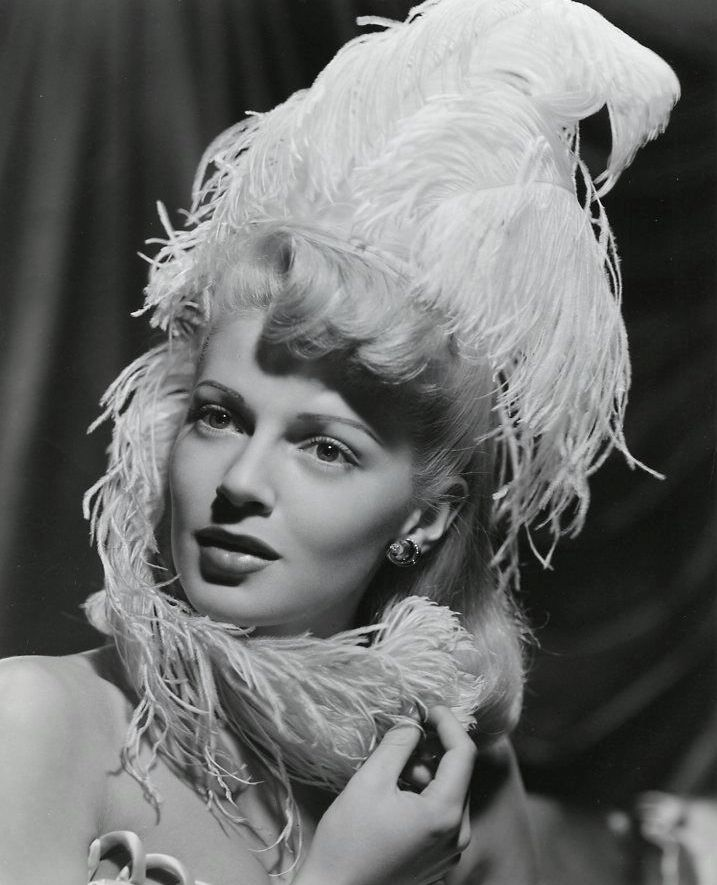
Photographie promotionnelle avec Lana Turner.

- James Craig : Capitaine Miles Lancing
- John Hodiak : Lieutenant Tom Cochrane West
- Frances Gifford : Sissy Mortimer
- Hugh Marlowe : Joseph I. Murdock
- Natalie Schafer : Mme Irene Selworth
- Keenan Wynn : Major Bob Wilton
- Herbert Rudley : Ted Mortimer
- Paul Cavanagh : M. Selworth
- Morris Ankrum : M. Ed Scofield
- Jane Green : Martha
- Tom Drake : Bill Rice
- Shirley Patterson : Mary Saunders
- Neal Dodd : Révérend
- Nana Bryant : Infirmière
- Byron Foulger : Ned Bolton

Acteurs non crédités :
- Karin Booth : Jeune femme avec Miles
- Hazel Brooks
- Ann Codee : Mme Cushine
- Charles Coleman : Valet des Selworth
- Alexander D'Arcy : M. Garby